# Reformierte Kirche Landquart

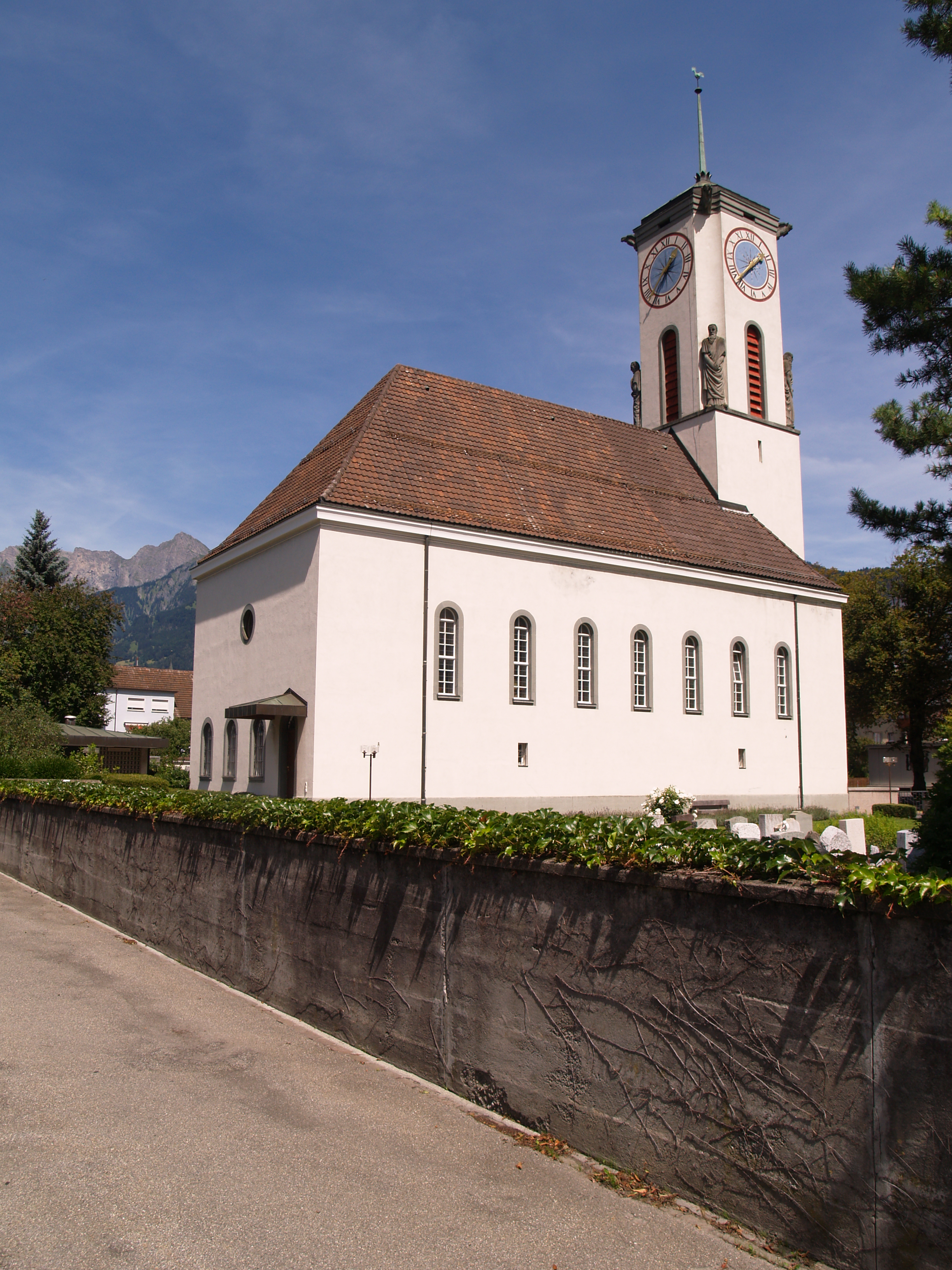
Reformierte Kirche in Landquart

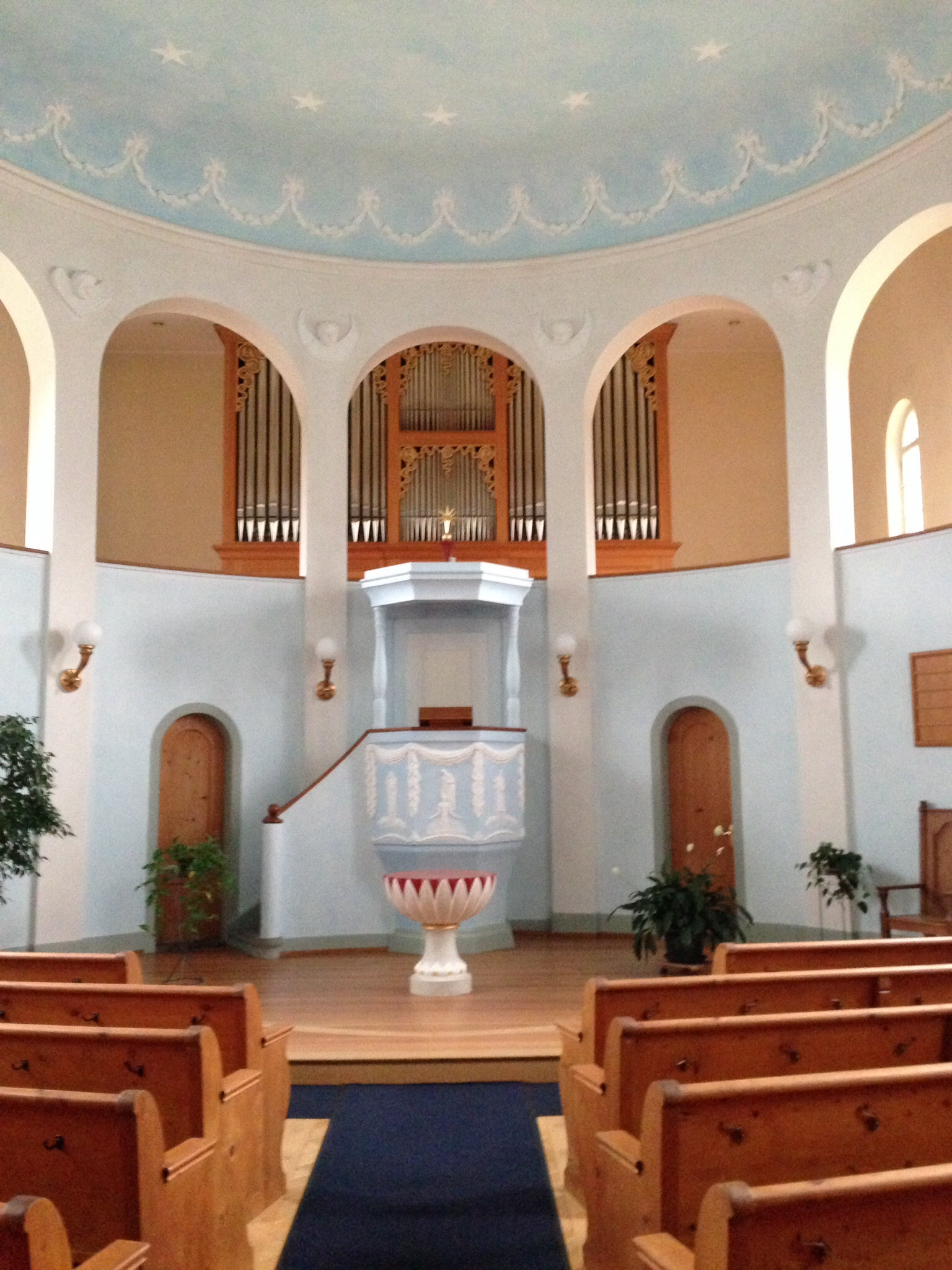
Innenraum

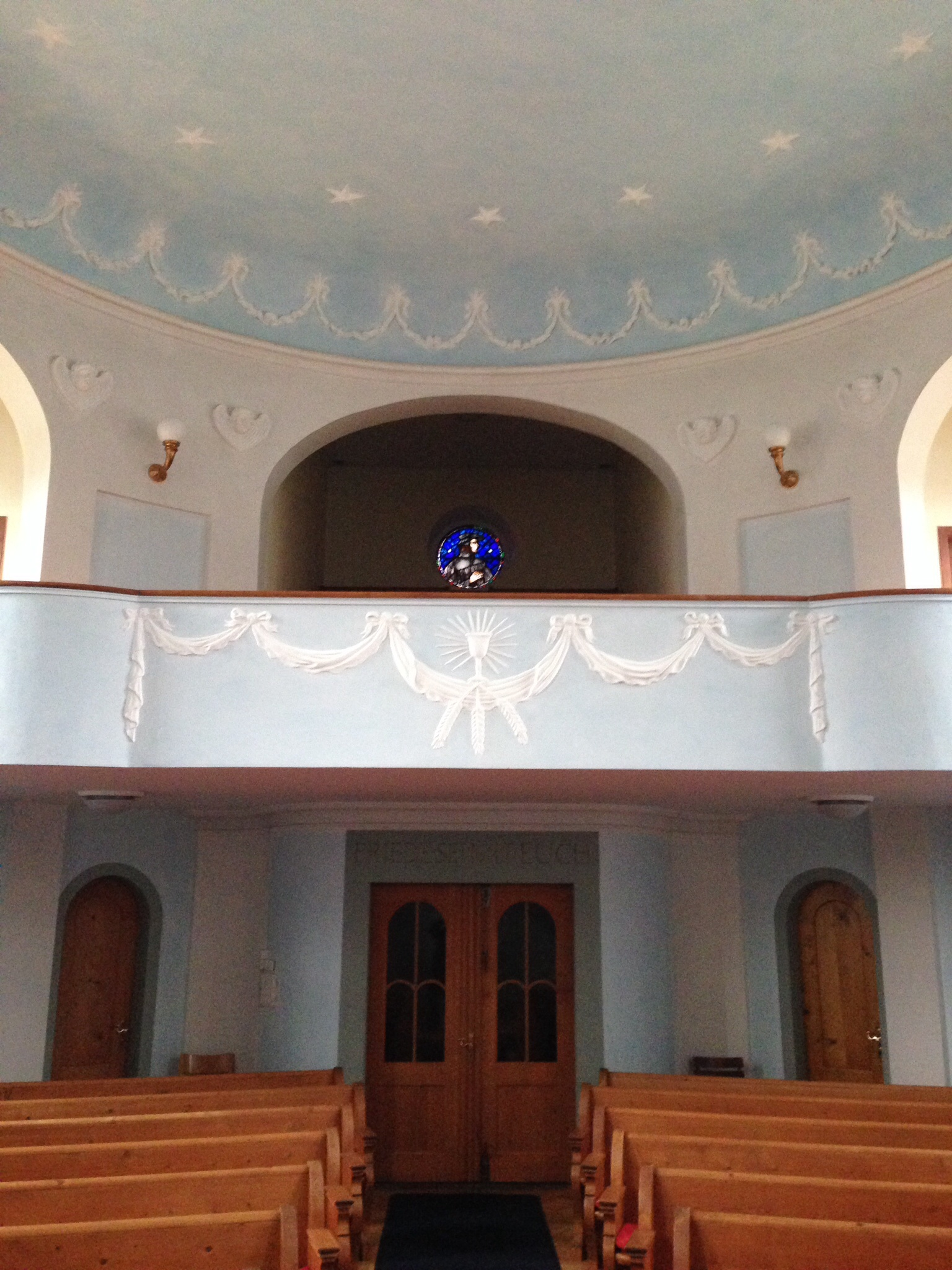
Blick aus dem Chor auf die Empore über dem Eingang; Glasfenster mit Huldrych Zwingli

Die reformierte Kirche im Ortsteil Landquart der Gemeinde Landquart im Churer Rheintal ist ein evangelisch-reformiertes Gotteshaus unter dem Denkmalschutz des Kantons Graubünden. Letztmals renoviert wurde sie 2007.

## Geschichte
Der Kirchbau mit dem charakteristischen Walmdach und dem Turm mit auffallend hohen Glockenfenstern im Jahre 1925 steht im Zusammenhang mit dem starken Wachstum des Verkehrsknotenpunkts Landquart in der Gemeinde Igis Anfang des 20. Jahrhunderts. Verantwortliches Architekturbüro war Schäfer und Risch aus Chur. Otto Kappeler besorgte die Stuckaturen. Die Farbgestaltung der Kirche, bei der hellblau und weiss dominieren, oblag Augusto Giacometti. Eingeweiht wurde die Kirche am 24. Januar 1926.
Im Jahre 1939 erhielt die Kirche einen eigenen Friedhof.
Innenrenovationen wurden 1957, 1979 und 2007 durchgeführt.

## Ausstattung
Im weitgeschwungenen Chorraum bilden der zugleich nach reformierter Tradition als Abendmahlstisch dienende Taufstein und die dahinter aufragende, mit Kanzelkorb und Schalldeckel versehene Kanzel eine zentrale Einheit.
1931 wurde auf der Orgelempore ein rundes Glasgemälde angebracht, das den Reformator Huldrych Zwingli zeigt. Das Bild war eine Stiftung des Einheimischen Martin Klaas. 1979 wurde die Position des Bildes infolge des Einbaus der Orgel auf der Empore an der Hinterwand, der das Glasgemälde verdeckte, auf die über dem Eingang befindliche Empore gewechselt.

### Orgel
Die 1926 eingebaute, pneumatisch betriebene Orgel verfügte über 16 Register. Hergestellt wurde sie von Orgelbau Felsberg.
1979 wurde dieses Instrument entfernt und durch eine Orgel von Mathis Orgelbau mit mechanischer Traktur ersetzt. Sie wurde mittig platziert. Die Orgel weist 20 Register auf, 10 davon im Hauptwerk, 7 im Schwellwerk und 4 im Pedal.

### Glocken
Die Kirche verfügte ursprünglich über 3 Glocken (des, f, as). Die verantwortliche Glockengiesserei war die Firma Rüetschi in Aarau.
Die Inschriften lauten:
- „Gott, sei mir gnädig nach deiner Güte.“ (Busse, nach Psalm. 51, 3).
- „Hilf deinem Volk und segne dein Erbe.“ (Bitte, nach Psalm 28, 9).
- „Lobet den Herrn in seinem Heiligtum.“ (Lob und Dank, nach Psalm 150,1).

1933 kam eine vierte Glocke (b) hinzu, die von der Familie J.P. Büsch-Nauser gestiftet wurde.
Auf ihr sind die biblischen Worte eingeprägt:
- „Kommet, es ist alles bereit.“ (nach Lukas 14, 17).

## Kirchliche Organisation
Die Evangelisch-reformierte Landeskirche Graubünden führt die Gesamtkirchgemeinde Landquart (mit Igis und Mastrils) als eine der grössten des Kantons.
Die Kirchgemeinde verfügt über zwei Pfarrämter und ein Sozialdiakonat.